# Тягтвере
Тя́гтвере (ест. Tähtvere küla) — село в Естонії, у міському самоврядуванні Тарту повіту Тартумаа.

## Населення
Чисельність населення на 31 грудня 2011 року становила 178 осіб.

## Географія
Село лежить у північно-західному передмісті Тарту.

## Історія
До 1 листопада 2017 року село входило до складу волості Тягтвере.